# Gran Sigillo di Scozia

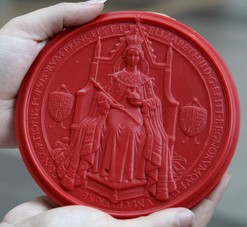
Il Gran Sigillo di Scozia della regina Elisabetta II.

Il Gran Sigillo di Scozia (in inglese: Great Seal of Scotland; in gaelico scozzese: Seala Mòr na h-Alba) è lo stemma utilizzato dallo Stato della Scozia a fini ufficiali, come per la certificazione degli atti del Parlamento che hanno ricevuto il "royal assent". Il primo dei grandi sigilli scozzesi conosciuti è custodito nel tesoro della cattedrale di Durham ed è datato all'anno 1094, all'epoca di Duncan II.

## Storia
Il Cancelliere ha la custodia del sigillo del monarca di Scozia.
In senso stretto, l'uso dell'utilizzo del Gran Sigillo di Scozia venne garantito dal Treaty of Union il quale recita "anche dopo l'Unione sia tenuto un sigillo proprio in Scozia e sia usato per tutte quelle cose riguardanti diritti e garanzie come la concessione di uffici, garanzia, commissioni e diritti privati in quel regno".
La sez. 12 del Treason Act 1708, ancora oggi attivo, prevede il delitto di tradimento la contraffazione del sigillo di Scozia.
Del disegno del Gran Sigillo è responsabile il Lord Lyon King of Arms. Il retro del sigillo reca l'immagine di un re a cavallo che rimane immutata di regno in regno - l'attuale versione, incisa nel 1911 all'ascesa di re Giorgio V non è stata cambiata. Il verso riporta l'inscrizione "ELIZABETH II D G BRITT REGNORVMQVE SVORVM CETER REGINA CONSORTIONIS POPULORUM PRINCEPS F D" e la figura del monarca corrente sul trono, come nel Gran Sigillo del Regno Unito.
Il Gran Sigillo viene gestito dal "Custode del Gran Sigillo" (Keeper of the Great Seal), uno dei Grandi Ufficiali di Stato. Dal 1885 l'incarico è detenuto dal Segretario per la Scozia, poi Segretario di Stato per la Scozia. Nel 1999 è stato trasferito al Primo Ministro della Scozia, il cui ordine di precedenza è dettato dalla sua detenzione anche di questo incarico in simultanea. Per praticità, il sigillo è in custodia al Custode dei Registri di Scozia, che è nominato ufficialmente vice custode del sigillo stesso.

## Elenco dei custodi del Gran Sigillo di Scozia prima dell'Unione
- 1389–96: Sir Alexander de Cockburn[6]
- Data sconosciuta (c. 1473): Alexander de Cockburn
- 1474–1483 John Laing vescovo di Glasgow
- 1514: Gavin Douglas, vescovo di Dunkeld
- 1525: Gavin Dunbar, vescovo di Aberdeen[7]
- Data sconosciuta: James Beaton (1473–1539)
- Data sconosciuta: John Lyon, VII lord Glamis (c. 1521–1558)
- 1558: John Lyon, VIII lord Glamis
- 1562–1567:[8] Sir Richard Maitland

...
- 1635–1638: John Spottiswoode, arcivescovo di St. Andrews[9]
- 1638–1641: James, marchese di Hamilton[10]
- 1641–1660: John Campbell, I conte di Loudoun[10]
- 1657–1660: Samuel Disbrowe (per il Commonwealth)
- Data sconosciuta: Sir Adam Forrester
- Data sconosciuta: Sir John Forrester

## Elenco dei custodi del Gran Sigillo di Scozia dopo l'Unione
- 1708: Hugh Campbell, III conte di Loudoun
- 1713: James Ogilvy, IV conte di Findlater, I conte di Seafield
- 1714: William Johnstone, I marchese di Annandale
- 1716: James Graham, I duca di Montrose
- 1733: Archibald Campbell, I conte di Islay
- 1761: Charles Douglas, III duca di Queensberry, II duca di Dover
- 1763: James Murray, II duca di Atholl
- 1764: Hugh Hume-Campbell, III conte di Marchmont
- 1794: Alexander Gordon, IV duca di Gordon
- 1806: James Maitland, VIII conte di Lauderdale
- 1807: Alexander Gordon, IV duca di Gordon
- 1827: George William Campbell, VI duca di Argyll
- 1828: George Gordon, V duca di Gordon
- 1830: George William Campbell, VI duca di Argyll
- 1840: John Hamilton Dalrymple, VIII conte di Stair
- 1841: John Douglas Edward Henry Campbell, VII duca di Argyll
- 1846: John Hamilton Dalrymple, VIII conte di Stair
- 1852: Dunbar James Douglas, VI conte di Selkirk
- 1853: Cospatrick Alexander Home, XI conte di Home
- 1858: Dunbar James Douglas, VI conte di Selkirk

Dal 1885 la carica di Custode del Gran Sigillo venne assemblata a quella di Segretario per la Scozia (1885–1926).
- 1885: Charles Henry Gordon-Lennox, VI duca di Richmond
- 1886: George Otto Trevelyan
- 1886: John William Ramsay, XIII conte di Dalhousie
- 1886: Arthur Balfour
- 1887: Schomberg Henry Kerr, IX marchese di Lothian
- 1892: George Otto Trevelyan
- 1895: Alexander Hugh Bruce, VI lod Balflour di Burleigh
- 1903: Andrew Murray, I visconte Dunedin
- 1905: John Hope, I marchese di Linlithgow
- 1905: John Sinclair, I barone Pentland
- 1912: Thomas McKinnon Wood
- 1916: Harold Tennant
- 1916: Robert Munro, I barone Alness
- 1922: Ronald Munro Ferguson, I visconte Novar
- 1924: William Adamson
- 1926: Sir John Gilmour

Dal 1926 la carica di Custode del Gran Sigillo venne assemblata a quella di Segretario di Stato per la Scozia (1926–1999).
- 1926: Sir John Gilmour
- 1929: William Adamson
- 1931: Sir Archibald Sinclair
- 1932: Sir Godfrey Collins
- 1936: Walter Elliot
- 1938: John Colville
- 1940: Ernest Brown
- 1941: Tom Johnston
- 1945: Harry Primrose, VI conte di Rosebery
- 1945: Joseph Westwood
- 1947: Arthur Woodburn
- 1950: Hector McNeil
- 1951: James Stuart
- 1957: John Maclay
- 1962: Michael Noble
- 1964: William Ross
- 1970: Gordon Campbell
- 1974: William Ross
- 1976: Bruce Millan
- 1979: George Younger
- 1986: Malcolm Rifkind
- 1990: Ian Lang
- 1995: Michael Forsyth
- 1997: Donald Dewar

Dal 6 maggio 1999 la carica di Custode del Gran Sigillo venne assimilata a quella di Primo ministro, in accordo allo Scotland Act 1998.
- 1999: Donald Dewar
- 2000: Henry McLeish
- 2001: Jack McConnell
- 2007: Alex Salmond
- 2014: Nicola Sturgeon

## Registro
I registi dei vari Grandi Sigilli di Scozia dal 1306 al 1668 sono stati pubblicati nel Registro dei Gran Sigilli di Scozia (Registrum Magni Sigilli Regum Scotorum).